# La aparición del ángel a San Roque
La aparición del ángel a San Roque, (en portugués: Aparição do Anjo a San Roque) es una pintura de Gaspar Dias, realizada en 1584.

## Descripción
La pintura es un óleo sobre lienzo con unas dimensiones de 350 x 300 centímetros. Es en la colección de la Iglesia de San Roque, en Lisboa.

## Análisis
Esta pintura muestra a un ángel que visita San Roque para la supervivencia durante un tiempo de la peste